# 오페라의 유령 (2004년 영화)
《오페라의 유령》(영어: The Phantom Of The Opera)는 조엘 슈마허가 감독을 맡아 제작한 미국의 뮤지컬 영화다. 1911년 출판한 가스통 르루의 동명소설 바탕으로 1986년 런던 웨스트엔드 뮤지컬을 각색하였으며, 1860년 프랑스 오페라 하우스를 배경으로 아름다운 목소리를 가진 크리스틴과 그녀를 도와주는 정체불명의 남자 팬텀, 그리고 크리스틴을 사랑하는 젊은 귀족 라울의 사랑 이야기를 다루었다. 한국에서는 제작국가인 미국보다 앞서, 세계 최초로 2004년 12월 8일에 개봉하였으며, 미국에서는 2004년 12월 22일에 개봉하였다.

이 영화는 감독인 조엘 슈마허와 1986년 뮤지컬 제작자인 앤드류 로이드 웨버가 각본을 썼으며, 팬텀 역 제라드 버틀러, 크리스틴 역 에미 로섬, 라울 백작 역 패트릭 윌슨, 마담 지리 역 미란다 리처드슨 등 출연하였다. 영화에 등장한 노래는 오리지널 오페라의 유령 뮤지컬의 노래를 작곡한 앤드류 로이드 웨버가 맡았다.

## 줄거리
1919년, 휠체어를 탄 라울은 낡은 파리 오페라 하우스 경매장에서 페르시아 가운을 입고 심벌즈를 연주하는 원숭이가 안에 들어있는 음악 상자를 구입한다. 거의 50년이 지난 지금, 노인 여성이 된 멕지리와 만나고, 라울은 회상에 잠긴다.

1870년, 오페라가 전성기였던 시절, 파리 오페라 하우스의 가장 깊은 곳에는 에릭이라는 이름을 가진 음악 천재가 살고 있다. 어렸을 적 학대의 흔적이 얼굴에 남아 가면을 쓰고 다니며, 오페라의 유령으로 불린다. 그는 크리스틴 다에라는 젊고 아름다운 소프라노 여성을 제자로 삼게 되는데, 그녀는 에릭이 아버지가 보낸 음악의 천사라고 생각한다. 프리마돈나의 사고로 인해 크리스틴이 여주인공 자리를 차지하게 된다. 주연으로 오른 무대가 성공적으로 끝나고, 에릭은 크리스틴을 자신이 사는 지하세계로 이끈다. 크리스틴이 사라진 오페라 하우스는 혼란에 휩싸이고, 에릭은 극단주에게 자신의 요구에 응하지 않을 시 크리스틴을 돌려보내지 않고 큰 재앙을 내리겠다고 경고한다. 에릭은 기회를 주겠다며 크리스틴을 돌려보내지만, 극단은 그의 요구를 받아들이지 않고 오페라 하우스는 괴사건에 휘말리며 문을 닫기에 이른다. 라울은 오페라의 유령으로 인해 두려워하는 그녀를 위로해주면서 둘은 사랑에 빠지게 된다. 그 모습을 본 에릭은 복수를 결심한다.

## 등장인물

### 주연
- 제라드 버틀러(Gerard Butler) - 팬텀 역
- 에미 로섬(Emmy Rossum) - 크리스틴 역
- 패트릭 윌슨(Patrick Wilson) - 라울 백작 역

### 조연
- 미란다 리처드슨(Miranda Richardson) - 마담 지리 역
- 사이먼 캘로우(Simon Callow) - 앙드레 역
- 시아란 힌즈(Ciaran Hinds) - 피르맹 역
- 제니퍼 엘리슨(Jennifer Ellison) - 멕 기리 역
- 제임스 플릿(James Fleet) - 르페브르 역
- 빅터 맥기어(Victor McGuire) - 피안기 역
- 케빈 맥널리(Kevin McNally) - 부퀘트 역
- 머레이 멜빈(Murray Melvin) - 레이어 역
- 미니 드라이버(Minnie Driver) - 칼롯타 역

## 한국판 성우진(KBS) (2005년 10월 29일)
- 홍시호 - 오페라의 유령(제라드 버틀러)
- 은영선 - 크리스틴(에미 로섬)
- 유동균 - 라울(패트릭 윌슨)
- 이선 - 칼롯타(미니 드라이버) / 멕(제니퍼 엘리슨)
- 안경진 - 마담 지리(미란다 리처드슨)
- 유강진 - 피르맹(시아란 힌즈)
- 이완호 - 앙드레(사이먼 캘로우)
- 황원 - 레이예(머레이 멜빈) / 낙찰자(폴 브룩)
- 김규식 - 르페브르(제임스 플릿)

## 제작
1911년에 출간된 가스통 르루의 동명의 소설은 이 사이트에 따르면 1916년 독일에서 최초로 영화화됐다. 앤드루 로이드 웨버가 1986년 뮤지컬로 만들기보다도 훨씬 전이다. 뮤지컬 영화 `오페라의 유령'의 조엘 슈마허 감독은 1988년 `오페라의 유령'의 뉴욕 초연을 보고 홀딱 반해, 그로부터 장장 16년간 웨버와 머리를 맞대고 영화화를 논의해왔다. 웨버는 뮤지컬 `오페라의 유령'을 만들면서 여주인공 사라 브라이트만과 결혼했으나 결국 결별했고, 그 과정에서 이 영화의 제작이 예상보다 늦어지게 됐다.

## 영화 음악
《오페라의 유령》의 음악은 앤드류 로이드 웨버가 작곡하였다. 오리지널 사운드 트랙은 2004년 11월 23일 소니뮤직에서 발매되었다.
1. "Overture"
2. "Think of Me"
3. "Angel of Music"
4. "The Mirror (Angel of Music)"
5. "The Phantom of the Opera"
6. "The Music of the Night"
7. "Prima Donna"
8. "All I Ask of You"
9. "All I Ask of You (Reprise)"
10. "Masquerade"
11. "Wishing You Were Somehow Here Again"
12. "The Point of No Return"
13. "Down Once More/Track Down This Murderer"
14. "Learn to Be Lonely"

## 기타사항 (수상 경력)
다음은《오페라의 유령》, 혹은 영화에 출연한 배우들이 수상한 상의 목록이다.
- 제 29회 일본 아카데미상
  - 우수 외국작품상
- 제 10회 크리틱스 초이스 영화상
  - 신인여우상 에미 로섬
- 제 30회 새턴 어워즈
  - 최우수 신인배우상 에미 로섬

## 기타사항 (참조)
1. ↑  “<새 영화> `오페라의 유령'”. 연합뉴스. 2004년 12월 2일에 확인함.
2. ↑  "<새 영화> `오페라의 유령'"
3. ↑  “‘오페라의 유령’…뮤지컬 명성을 넘어 화려한 판타지 선사”. 국민일보. 2004년 12월 2일에 확인함.